# Município de Moorefield (condado de Clark, Ohio)
O município de Moorefield (em inglês: Moorefield Township) é um município localizado no condado de Clark no estado estadounidense de Ohio. No ano de 2010 tinha uma população de 12.436 habitantes e uma densidade populacional de 145,41 pessoas por km².

## Geografia
O município de Moorefield encontra-se localizado nas coordenadas 39° 59′ 08″ N, 83° 44′ 38″ O. Segundo a Departamento do Censo dos Estados Unidos, o município tem uma superfície total de 85.52 km², da qual 77.42 km² correspondem a terra firme e (9.47%) 8.1 km² é água.

## Demografia
Segundo o censo de 2010, tinha 12.436 habitantes residindo no município de Moorefield. A densidade populacional era de 145,41 hab./km². Dos 12.436 habitantes, o município de Moorefield estava composto pelo 94.67% brancos, o 2.68% eram afroamericanos, o 0.09% eram amerindios, o 0.76% eram asiáticos, o 0.02% eram insulares do Pacífico, o 0.39% eram de outras raças e o 1.39% pertenciam a dois ou mais raças. Do total da população o 1.09% eram hispanos ou latinos de qualquer raça.